# Département de Matacos
Le département de Matacos est une des 9 subdivisions de la province de Formosa, en Argentine. Son chef-lieu est la ville de Ingeniero Juárez.
Le département est bordé au nord par le département de Ramón Lista, à l'est par le département de Bermejo, au sud par la province du Chaco et à l'ouest par la province de Salta.
Le département a une superficie de 4 431 km2 et sa population s'élevait à 12 133 habitants en 2001.

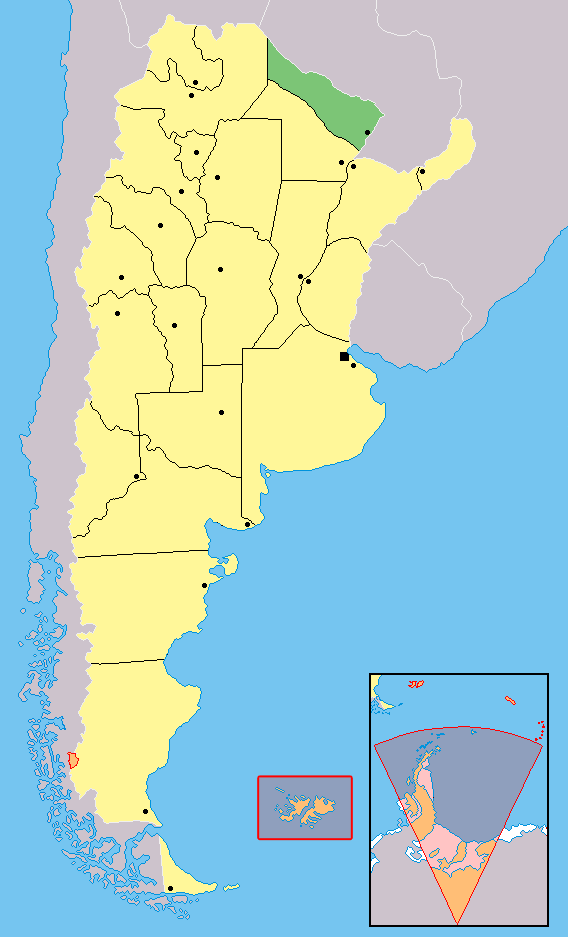
Localisation de la province de Formosa en Argentine.